# Джулиано Сондзони
Джулиано Сондзони (на италиански: Giuliano Sonzogni) е италиански футболен мениджър.
Като треньор води нискоразрядни тимове от Южна Италия: Личата, Салернитана (5-о място), Сиракуза (през 1995 г. докосва промотиране в горна дивизия „Серия B“, но губи плейофите), Фиделис Андриа от Серия Б, откъдето е уволнен по-късно. Следва сезон в тима на Гуалдо (Серия С1). През 1997 – 1998 г. е треньор на Козенца, като се изкачва с тима в Серия Б.
Във визитката на италианеца фигурират и имената на отборите на Болоня и Монца, в които е работил през сезоните 200 – 2001 и 2005 – 2009 г.
През 2012 година е старши треньор на ПОФК Ботев (Враца), като води отбора в 6 срещи.